# Neal McDonough
Neal P. McDonough (n. 13 februarie 1966, Dorchester⁠(d), Comitatul Suffolk, Massachusetts, SUA) este un actor american.   

## Filmografie

### Film
| An   | Titlu                                 | Rol                              | Note             |
| ---- | ------------------------------------- | -------------------------------- | ---------------- |
| 1994 | Angels in the Outfield                | Whit Bass                        |                  |
| 1996 | Star Trek: First Contact              | Lieutenant Hawk                  |                  |
| 1997 | Fire Down Below                       | Truck driver at the truck stop   |                  |
| 1999 | A Perfect Little Man                  | Billy Morrisson                  |                  |
| 1999 | Ravenous                              | Reich                            |                  |
| 2002 | Minority Report                       | Officer Gordon 'Fletch' Fletcher |                  |
| 2003 | Timeline                              | Frank Gordon                     |                  |
| 2003 | They Call Him Sasquatch               | Ned Dwyer                        |                  |
| 2004 | Walking Tall                          | Jay Hamilton                     |                  |
| 2006 | The Guardian                          | Chief Petty Officer Jack Skinner |                  |
| 2006 | The Last Time                         | Hurly                            |                  |
| 2006 | Flags of Our Fathers                  | Capt Dave Severance              |                  |
| 2007 | Forever Strong                        | Coach Richard Penning            |                  |
| 2007 | The Hitcher                           | Lt Esteridge                     |                  |
| 2007 | Machine                               | Jack Ford                        |                  |
| 2007 | I Know Who Killed Me                  | Daniel Fleming                   |                  |
| 2008 | 88 Minutes                            | Jon Forster                      |                  |
| 2008 | Traitor                               | Max Archer                       |                  |
| 2009 | Street Fighter: The Legend of Chun-Li | M. Bison                         |                  |
| 2010 | DC Showcase: Green Arrow              | Green Arrow                      | Voice Short film |
| 2011 | Little Birds                          | Hogan                            |                  |
| 2011 | Ticking Clock                         | James Keene                      |                  |
| 2011 | Captain America: The First Avenger    | Dum Dum Dugan                    |                  |
| 2012 | The Philly Kid                        | L.A. Jim                         |                  |
| 2013 | Company of Heroes                     | Lieutenant Joe Conti             |                  |
| 2013 | The Marine 3: Homefront               | Jonah Pope                       |                  |
| 2013 | Red 2                                 | Jack Horton                      |                  |
| 2013 | Marvel One-Shot: Agent Carter         | Dum Dum Dugan                    | Short film       |
| 2014 | Bad Country                           | Kiersey                          |                  |
| 2014 | Batman: Assault on Arkham             | Deadshot / Floyd Lawton          | Voice            |
| 2014 | Falcon Rising                         | Manny Ridley                     |                  |
| 2015 | Paul Blart: Mall Cop 2                | Vincent Sofel                    |                  |
| 2016 | Greater                               | Marty Burlsworth                 |                  |
| 2017 | 1922                                  | Harlan Cotterie                  |                  |
| 2018 | Proud Mary                            |                                  |                  |
| 2018 | Game Over, Man!                       | Conrad Drothers                  |                  |

### Televiziune
| An           | Titlu                          | Rol                                                 | Note                                                                             |
| ------------ | ------------------------------ | --------------------------------------------------- | -------------------------------------------------------------------------------- |
| 1991         | China Beach                    | Lurch                                               | Episodul: "Hello Goodbye"                                                        |
| 1991         | Quantum Leap                   | Chucky                                              | Episodul: "Play Ball"                                                            |
| 1995         | JAG                            | Second Lieutenant Jay Williams                      | Episodul"Desert Son"                                                             |
| 1995         | White Dwarf                    | Dr. Driscoll Rampart III                            | Film TV                                                                          |
| 1995         | Iron Man                       | Firebrand                                           | Voce Episodul: "Fire and Rain"                                                   |
| 1996         | NYPD Blue                      | Jerry Selness                                       | Episodul: "He's Not Guilty, He's My Brother"                                     |
| 1996–97      | The Incredible Hulk            | Bruce Banner                                        | Voce 21 episoade                                                                 |
| 1998         | Diagnosis: Murder              | Ross Canin                                          | 2 episoade                                                                       |
| 1999         | Martial Law                    | Kyle Strode                                         | 4 episoade                                                                       |
| 1999         | Balloon Farm                   | șerif                                               | Film TV                                                                          |
| 1999         | Just Shoot Me!                 | Craig                                               | Episodul: "Shaking Private Trainer"                                              |
| 2001         | Band of Brothers               | First Lieutenant Lynn "Buck" Compton                | 8 episoade                                                                       |
| 2002         | The X-Files                    | Agent Comer                                         | 2 episoade                                                                       |
| 2002–03      | Boomtown                       | Los Angeles deputy district attorney David McNorris | 24 episoade                                                                      |
| 2004–05      | Medical Investigation          | Dr. Stephen Connor                                  | 20 episoade                                                                      |
| 2007         | Traveler                       | Secretary of Homeland Security, Jack Freed          | 6 episoade                                                                       |
| 2007         | Tin Man                        | Wyatt Cain (Tin Man)                                | 3 episoade                                                                       |
| 2008–09      | Desperate Housewives           | Dave Williams                                       | 24 episoade (Sezonul 5)                                                          |
| 2010         | Terriers                       | Ford / Tom Cutshaw                                  | 2 episodes                                                                       |
| 2011         | Law & Order: Criminal Intent   | Monsignor McTeal                                    | Episodul: "The Consoler"                                                         |
| 2012         | Justified                      | Robert Quarles                                      | 13 episoade                                                                      |
| 2012         | CSI: NY                        | Senator Gordon Hamilton                             | Episodul: "Unspoken"                                                             |
| 2012         | Perception                     | Fredrick James Dafoe                                | Episodul: "Cipher"                                                               |
| 2013         | CSI: Crime Scene Investigation | Tommy Barnes                                        | Episodul: "Sheltered"                                                            |
| 2013         | Mob City                       | William Parker                                      | 6 episoade                                                                       |
| 2014–16      | Suits                          | Sean Cahill                                         | 15 episoade                                                                      |
| 2014         | Agents of S.H.I.E.L.D.         | Dum Dum Dugan                                       | Episodul: "Shadows"                                                              |
| 2015         | Agent Carter                   | Dum Dum Dugan                                       | Episodul: "The Iron Ceiling"                                                     |
| 2015         | Public Morals                  | Rusty Patton                                        | 9 episoade                                                                       |
| 2015–16      | Arrow                          | Damien Darhk                                        | recurring season 4; guest Sezonul 5 (menționat ca special appearance by)         |
| 2015         | The Flash                      | Damien Darhk                                        | guest season 2 (credited as special appearance by)                               |
| 2016–present | DC's Legends of Tomorrow       | Damien Darhk                                        | recurring seasons 2-present, guest season 1 (menționat ca special appearance by) |
| 2017         | Rogue                          | Casey Oaks                                          | 5 episoade                                                                       |
| 2017         | Survivor's Remorse             | Brian                                               | Episodul: "Repercussions"                                                        |

### Jocuri video
| An   | Titlu                                     | Rol                                | Note              |
| ---- | ----------------------------------------- | ---------------------------------- | ----------------- |
| 2005 | The Incredible Hulk: Ultimate Destruction | Bruce Banner                       | Voce              |
| 2009 | Rogue Warrior                             | Admiral Travis Payton              | Voce              |
| 2011 | Captain America: Super Soldier            | Dum Dum Dugan                      | Voce              |
| 2013 | Injustice: Gods Among Us                  | The Flash Nightwing (Damian Wayne) | Voce              |
| 2015 | Skylanders: SuperChargers                 | Astroblast                         | Voce              |
| 2015 | Call of Duty: Black Ops III               | Jack Vincent                       | Voce și asemănare |

### Internet
| An   | Titlu                                                          | Rol       | Note                |
| ---- | -------------------------------------------------------------- | --------- | ------------------- |
| 2015 | If Angels In The Outfield Happened For Real (30 For 30 Parody) | Whit Bass | sketch CollegeHumor |

## Premii și nominalizări
| An   | Premiu                                     | Categorie                                                        | Pentru               | Rezultat  |
| ---- | ------------------------------------------ | ---------------------------------------------------------------- | -------------------- | --------- |
| 1999 | Atlantic City Film Festival                | Best Actor (Jury Award)                                          | A Perfect Little Man | Won       |
| 2003 | Online Film & Television Association Award | Best Supporting Actor in a Drama Series                          | Boomtown             | Nominated |
| 2003 | Television Critics Association Award       | Individual Achievement in Drama                                  | Boomtown             | Nominated |
| 2003 | Satellite Award                            | Best Supporting Actor in a Television Series – Drama             | Boomtown             | Won       |
| 2008 | Screen Actors Guild Award                  | Outstanding Performance by an Ensemble in a Comedy Series        | Desperate Housewives | Nominated |
| 2012 | Critics' Choice Television Award           | Best Supporting Actor in a Drama Series                          | Justified            | Nominated |
| 2012 | Satellite Award                            | Best Supporting Actor in a Series, Miniseries or Television Film | Justified            | Won       |